# Trinomys eliasi
Trinomys eliasi — вид гризунів родини щетинцевих, який мешкає в північній частині Ріо-де-Жанейро, Бразилія. Поширюється в невеликих, ізольованих популяціях в межах обмеженого географічного діапазону. Це невеликий солітарний, наземний вид, що живе в сухому лісі і найпоширеніший в областях із щільно обплутаними ліанами деревами і навколо дерев, що впали і поблизу дерев із розгалуженою кореневою системою. Для нього характерна сутінкова діяльність і низька мобільність. Середня величина приплоду — 2, може бути 4 приплоди на рік.

## Генетика
Каріотип 2n=58, FN=112.

## Загрози та охорона
Руйнування та виродження середовища проживання є основною загрозою. Зустрічається на кількох природоохоронних територіях. 